# Oskar Person
För konstnären född 1912 se Oskar Person (målare)
Karl Oskar Person, född 1 december 1906 i Mörsil i Jämtlands län, död 31 juli 1996 i Karlskoga, var en svensk målare. 
Person arbetade först som yrkesmålare, men han bestämde sig för att studera konst vid Edvin Ollers målarskola där han var elev 1938, 1943–1944 och 1946 samt för Otte Sköld i Paris 1948. Därefter företog han studieresor till Frankrike.
Tillsammans med Einar Person ställde han ut 1951 i Karlskoga, sedan början av 1940-talet medverkade han i Värmlands konstförenings utställningar i Karlstad. Han deltog i Örebro läns konstförenings utställningar i Örebro; separat ställde han ut i Karlskoga 1945 och 1953, i Västervik 1952 och Hallstahammar 1954. Han genomförde sin sista utställning 1990 i Karlskoga konsthall. 
Hans konst består huvudsakligen av landskap i olja och pastell.
Bland hans offentliga arbeten märks väggmålningar på Karlskoga lasarett 1948, samt Verkmästarföreningens semestergård i Bofors 1949.
Han är representerad i Värmlands museum, Gustav VI Adolfs samling samt Örebro läns landsting och Värmlands läns landstings samlingar. Oskar Person är begravd på Skogskyrkogården i Karlskoga.